# ドライバー (工具)
ドライバー（screwdriver）とは、ねじを締め付けて固定したり緩めて外したりする作業（締緩作業）を行うための工具。てこの原理を利用して軸を回転させて使用する工具であり、JIS規格では、ねじ回し（ねじまわし）という。
先端がマイナス溝（−）のものはグリップ形状を問わずねじ回し又はマイナスドライバーと呼ばれ、プラス溝（+）のものは、十字ねじ回し又はプラスドライバーと呼ばれる。それ以外の先端形状であってもグリップと先端部が同軸に形成された形状であれば、一般的には「先端形状 + ドライバー」の形で呼ばれる（例：六角ドライバー）。
日本ではほとんどの場合「ドライバー」という省略形で呼ばれるが、パソコン関連の製品の場合（例：HDDケース）、ドライバソフト（device driver）との混同を避けるため、「ねじ回し」や「スクリュードライバー」と呼ぶこともある。

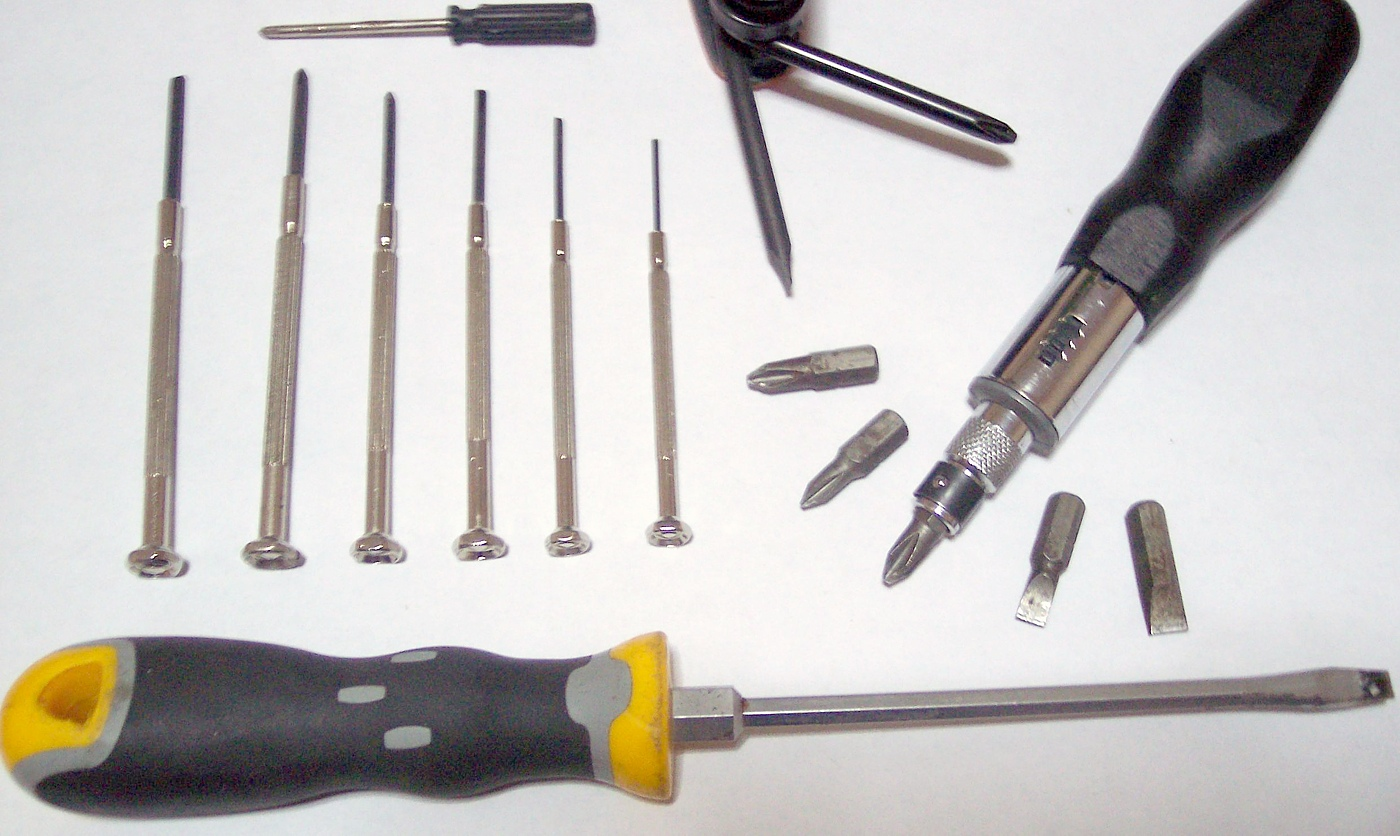
多様な種類のドライバー（左上より右回りで、精密ドライバー・ラチェットドライバー・ボルスターつきマイナスドライバー）ボルスターとは、軸の根元に付けられた六角ナット形状の部分をいう。レンチでドライバーを回す時に使用する。

## 使用方法
ドライバーをねじ頭部の溝に対し垂直に奥まで差し込み、握り（グリップ）をしっかり持ち、力を加えて締め付ける。先端形状・太さ・長さなどは扱うねじに合わせてさまざまな種類がある。扱うねじに合ったドライバーを使わないとねじの溝あるいはドライバーの先端を傷めることがある。

## 歴史
現在のねじ回しの総称は、「スクリュウドライバー」であるが、イギリス北中部では、「ターンスクリュー」と呼ばれていた。フランス語でスクリュードライバーを意味する「トゥルヌヴィス」の直訳が「ターンスクリュー」である。ねじ回しは、18世紀中にはフランスで使用されていた。イギリス・シェフィールドの「ウィリアム・メープルズ&サンズ」社の1870年工具カタログには、現在のドライバーの名称をターンスクリューと表示してある。
1556年に出版されたドイツのゲオルク・バウアー（ペンネームは、ゲオルギウス・アグリコア）の中世の技術を伝えた有名な著書に「鉱山書（デ・レ・メタリカ）」がある。この本の木版挿絵には、ポンプ、巻揚げ機、溶鉱炉の採掘機械や精錬機械が載っている。そして木工具の手斧、ハンマーと釘、槌とのみ、等である。この本にある手動粉挽き機には、平らな頭部に一本溝のついた鉄ねじが描かれている。16世紀半ばにすでにねじが使われていた証明である。（アゴスティーノ・ラメッリの「種々の人工機械」1588年より）
ポラード書による有名な「小火器の歴史」の1505年にニュルンベルクで書かれた絵の中に火縄銃がある。その火縄銃の発火装置内部図は1475年にドイツの写本からとられたもので、丸く盛り上がった頭部に一本の溝があり、ねじ山が切られた軸は先細りで先端は鋭く描かれている。1500年代には、火縄に代わる新しい発火装置、歯輪式（ホイールロック式）撃発装置が開発された。その歯車を回すのに使われたのがスパナであり、火薬に点火する火花を散らす黄鉄鉱を挟んで取り付けていたのがねじであった。その黄鉄鉱は定期的に取り換える必要があった。その工具としてスパナと柄の先が平らになっていてねじ回しの役目をするコンビネーション工具が使われた。これが、ディドロの「百科全書」に書かれている「射撃種のねじ回し」である。
1475年から1490年の間に出版されたと考えられている「中世の暮らし」の「旋盤」の挿絵に、現在の形状をしたねじ回しが描かれている。洋梨型をした木の握り柄、つなぎ目に鉄のはばき金が付いている。ドイツで開発されている。古ドイツ語で、ねじ回しをschraubendreherといい、ねじを旋盤で作る作業自体を指して使われていたが、しだいにその道具そのものを指すようになった。ねじとねじ回しはほぼ同時期に開発されている。

### ねじとねじ回し
16世紀のねじの作り方は、まずブランクを鍛錬し、尖らせ、丸い頭部を作る。その後弓鋸を使って頭部に溝を一本つける。最後に手作業でねじ山を切っていく。
16世紀半ばのイングランドでのねじ作りは、家内工業として興り、ミッドランド地方に集中していた。鍛冶職人が頭部の形を付けた錬鉄のブランクを作り「締め屋」に渡す。締め屋は、弓鋸を使って頭部に「刻み目」とも呼ばれる溝を掘る。その後、ねじ山別名「ウォーム」を手作業で切る。原始的な旋盤のようなものを使用する締め屋もあった。どちらにしろウォームは、目算で切るので出来あがったものに一定性は無かった。そのためコストが高く使用は少なく、錠前を留めるか蝶番、特にガーネット蝶番をねじで留める程度であった。
1775年に二人のイギリス人が現在でも広く普及している背出し蝶番（鋳鉄製）の特許権を取った。この蝶番は、釘で打ち付けるとドアの開閉を繰り返すと緩んでしまうので、ねじ留めしなくてはならなかった。時同じくして、イングランド・ミッドランド地方・スタフォードシャー出身のジョブとウイリアムのワイヤット兄弟がねじ製造法の改革をした。1760年に「鉄製木ねじの効率的切り出し方法」の特許を取得した。それは、親ねじを追うピンにつなげたカッターでねじを切る自動化された作業とした。ワイヤット兄弟は、バーミンガムの北に世界最初のねじ工場を建てるが、事業は失敗に終わっている。その数年後、新しい持ち主によって背出し蝶番の普及とともに、ねじ製造業を成功させている。品質が良く価格の安いねじは、急激に普及した。その後数度の製造方法の改良により価格は安くなり、使用用途も薄い木材を留める目的で、船・家具・調度品・自動車にも使用されるようになる。英国では、1800年には年間10万本に届かなかった生産量が、60年後には700万本に増えた。
ねじは、ギムリット・ポイント（円錐状の先端部）からねじ山が始まっていないとねじの保持力が弱くなる。当初の大量生産品は、これと異なり先端は鈍く、前もってドリルで開けた穴に差し込まなければ使用できなかった。米国で最初のねじ工場は、1810年に英国製の機械を使ってロードアイランド州に建てられた。1837年からギムリット・ポイントつきねじの問題に取り組んだ特許が多く申請されている。1842年にプロヴィデンスのニューイングランド・スクリュー社のカレン・ウイップルが完全自動化の機械生産方法を発明している。その7年後、先端の尖ったねじの製造法で特許を取っている。トーマス・J・スローンの考案した先端の尖ったねじの製造法は、アメリカン・スクリュー社の主力商品に使われた。これらの改善により、ねじが現在の形になった20世紀初めには、米国式の製造法が世界中で使われるようになった。
ねじの頭部は、15世紀以来四角か八角形をしているか、溝のあるものであった。溝つきねじは、ねじ回しと溝がしっかり噛み合わないため、溝をダメにしてしまう事がしょっちゅうだった。この改良のために1860年から1890年にかけて色々の特許が出願されている。カナダ人の発明家、ピーター・L・ロバートソンが1907年に「四角い凹開口部を持ったソケット付きねじ」の特許を取得し事業化した。特別に作った四角い先端を持つねじ回しで、すべる事無く、片手で扱える便利なねじとして市場に受け入れられた。フォード・モーターの木製車体をカナダで製造していたフィッシャー・ボディ社やフォード・モデルTの生産工場などで大量に採用した。しかし、事業の海外拡大を試みたが、第一次大戦やドイツの敗戦、ロシヤ革命などが次々に起こり会社は1926年に解散した。その後米国の大手ねじ製造会社と交渉するが決裂している。カナダでは現代でも電気工事用の標準ねじとして採用されている。
1936年、アメリカ、オレゴン州ポートランドのヘンリー・F・フィリップスは、ポートランドのジヨン・P・トンプソンからソケットつきねじの特許を譲り受けた。フィリップスは、その特許の特徴である十字形を独自のデザインに改良した。彼は、製造会社を自分で起こさずに特許の使用権をアメリカン・スクリユー社に貸与した。アメリカン・スクリュー社は、ゼネラル・モーターズ社の1936年製造のキャデラックに使用、その効率の良さが認められる。その後の2年間でほとんどの自動車会社がソケットつきねじに切り替えた。1939年には、現在フィリップスねじと呼ばれるねじを作るようになった。フィリップスねじとプラスのねじ回しがそこらじゅうで使用されるようになる。第二次世界大戦でフィリップスねじは標準ねじとなり戦時産業で広く使われた。実は、ねじ回しがスリップするのを防ぎ、作業速度の速いのはロバートソンねじのほうが優れていた。しかし自動車会社がフィリップスねじを使うようになったのは、自動ねじ締め機でねじが完全に締まったときソケットから飛び出すのにある程度スリップするのが都合がよかった。

## 先端の種類

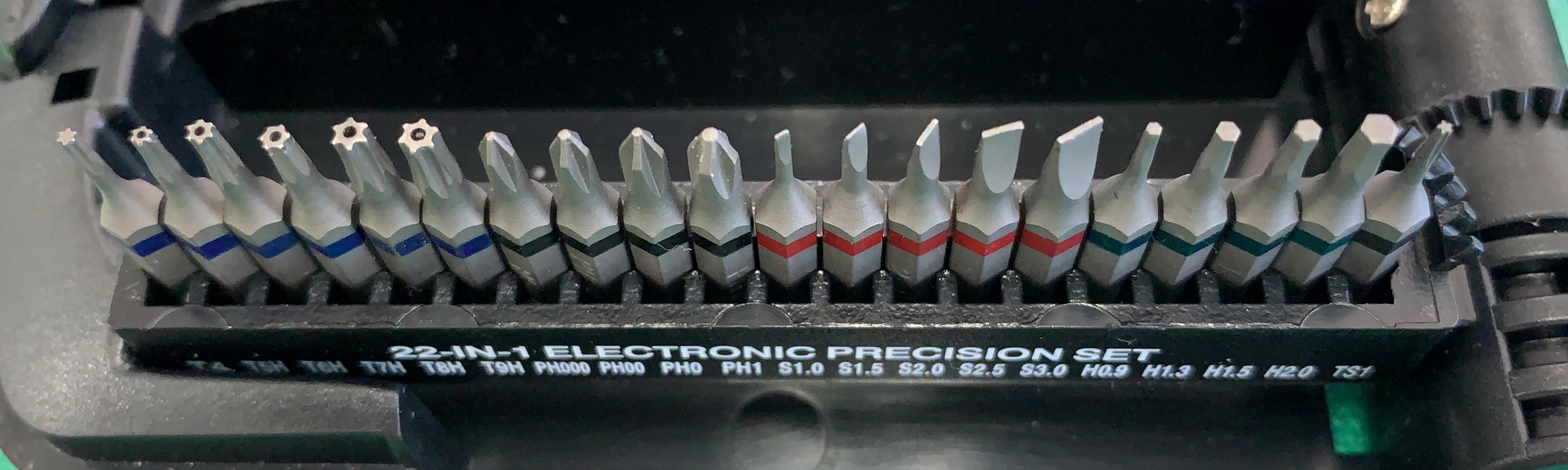
先端種類の一例（星型、プラス、マイナス、六角）

### マイナスドライバー
マイナス溝 (−) のあるねじを回すのに使われる。もっともシンプルな形状であり、古くから使われているが、ねじの回転軸から外れやすく、プラスドライバーに比べると作業性に劣る。
叩いたりこじたりとたがねの代用品として使用されることがあるが、本来の使用法ではないため危険である。
英語では slotted screwdriver, flat-head screwdriver などと呼ばれる。単に screwdriver というと、通常はこのマイナスドライバーの方を指す。
日本で使用されているマイナスドライバーは、たがね型で軸より広がった部分があり、刃先の刃の幅が軸径より小さいタイプである。これに対し、ヨーロッパで使用されているDIN規格のマイナスドライバーは、軸径と刃先の幅が等しく、途中に広がった部分がないのが特徴である。このため、日本のマイナスドライバーをヨーロッパ仕様の端子台などに使用すると広がった部分が当たってしまい、ねじに最適な刃先とならないことが多く、適正なトルクで締め付けができない。そのため、近年では日本でも多く使用されているヨーロッパの端子台に使用する場合は、端子ねじに指が触れてはならないというヨーロッパの安全規格に従い、奥にあるねじに届くDIN規格のマイナスドライバーを使用する必要がある。
なお、日本では2003年以降、特殊開錠用具の所持の禁止等に関する法律（ピッキング防止法）の「指定侵入工具」に指定されており、業務やそのほか正当な理由による場合を除き、隠して携帯すると処罰されることになった。マイナスドライバーを屋外ならびに公共の場所で持ち歩くことは極力避け、正当な目的である場合は職務質問で説明できるようにしておく（点検作業など業務目的である場合、身分証明書・免許証・名札など身分を確認できるものを提示するなど）必要がある。

### プラスドライバー

プラスドライバーの2種類の先端形状

プラス溝 (＋) のあるねじを回すのに使われる。アメリカのフィリップス・スクリュー社が1933年に J・P・トンプソン (J.P. Thompson) の発明した特許を買い取り発売したことに由来するため、フィリップス型ドライバー (英語: phillips screwdriver) とも呼ばれる。電気メーカーの Philips（L がひとつ）とは無関係である。JISでは、十字ねじ回しという。
ねじ頭部の溝にドライバーの先端を合わせると自然に回転軸が合うので、作業性に優れる。先端を着磁したものでは、かみ合った状態のまま逆さにしてもねじが落ちないので、より作業性が良くなる。またマイナスドライバーに比べ大きいねじりモーメントに耐えられる特長があるが、かたく締まったねじを回す際にドライバーの先が浮き上がるので、強く押しつけながら回す必要がある。
もう一つのプラスドライバーに、製造会社名からReed & Prince Manufacturing Companyドライバーまたは、発明者名よりFrearsonドライバーと呼ばれる物がある。このドライバーとフィリップスドライバーの代用は出来ない。したがって、常にReed & Prince Manufacturing CompanyのねじにはReed & Prince Manufacturing Companyのドライバーを、フィリップねじにはフィリップドライバーを使用しなければならない。そうしないとねじ頭の溝は潰れてしまう。フィリップスドライバーは、先端は約30度の三角形状と尖っていない先端部がある。Reed & Prince Manufacturing Companyのドライバーは、45度の三角形状で先端はとがっている。フィリップスねじは細長い溝の間で斜角の壁が、Reed & Prince Manufacturing Companyのものは、まっすぐな先のとがった壁がある。そのうえ、フィリップスねじのスロットはReed & Prince Manufacturing Companyのスロットほど深くはなく、このように形状が異なっている。一般に、フィリップスねじが多くの場合構成要素の組立部品で使用されるのに対し、Reed & Prince Manufacturing Companyのねじは航空機の機体構造組立部品のために使われる。
Reed & Prince Manufacturing Companyのねじは、アメリカでは旧式の電子装置や船舶でしか見られない。日本の1958年制定のJIS規格十字ねじ回しは、カムアウトの防止方法がReed & Princeドライバーによく似ている。

### ポジドライブドライバー
プラスの十字穴から45度ずれた位置に溝を設けた、ねじポジドライブ (pozidriv) のビス用の刃先をもつドライバーである。プラスドライバーに似ているが寸法規格が違い、刃先とねじが滑らないように組み合わさることにより、大きな力で締め付けることができる。イギリス発祥のため、特にヨーロッパでは多く使われている。ポジドライブはそもそも、プラスネジとはまったく形状が異なる。プラスより大きな力でもビスからドライバーが持ち上がらず、安定しているという点が特徴なので、そうそう「なめる」ということはない。また、多少ドライバーが斜めになる場合でも、プラスにはない余分な凸と凹が機能しているため、普通のプラスの場合ほど不安定にはならない特徴がある。
類似の規格としてスパドライブ (supadriv) ドライバーがある。4枚の羽根の厚みが均等になっていて、ドライバーをネジに挿入して駆動する面がほぼ垂直に近いので、ネジの駆動効率が高く、カムアウト（浮き上がりによる外れ）が少ない。ポジドライブの持つトルク伝達性とカムアウトに対する利点がさらに高まり、高い締結効果が得られる。ポジドライブ（Pozidriv, 特許庁商標登録第2218447号）およびスパドライブ (Spadriv) は英国EIS (European Ind. Serv. Ltd.) 社の特許であり、登録商標である。

### 六角ドライバー
六角穴付きボルト（キャップスクリュー）に使用する。大きなトルクが必要な場合は、六角棒スパナ（アーレンキー）を用いる。

### トルクスドライバー
トルクスネジに対応したドライバー。「トルクス」の名称は、開発元の米国テキストロン・カムカー社 (CAMCAR DIVISION OF TEXTRON Fastening System Inc.) の登録商標にちなむ。ISO 10664で一般名称をhexalobular internalとしているほか、ヘックスローブ（6個の突出部）またはヘクスローブ (hexlobe) とも呼ばれる。ヨーロッパを中心に広く普及しており、ヨーロッパ製の自動車やオートバイなどにも数多く採用されている。
六芒星に似た形状から、スタードライバーやスタースクリュードライバー (Star screwdriver) とも呼ばれている。
日本では、1973年に自動車産業で採用された。しかし、2000年代に入ってもあまり一般化していないため、携帯電話・家庭用ゲーム機など、簡単に開けられては困るような場所に使用される場合もある。中央部に突起を設け、専用工具以外の工具による分解をより困難なものにした「いじり止めトルクス」もある。
（後述の「機能面による分類」で詳述される「トルクドライバー」とは、名前が似ているだけの別物である。）

### 三角ネジドライバー
三角ネジドライバーは、ねじ頭に三角形状の凹みがあるねじ専用のドライバーである。TAは、三角形の辺がまっすぐであり、TP3ねじは辺がカーブを描いている。特にファーストフード・レストランの子供のおもちゃやテレビゲーム機、バッテリーパックで使用される。

### トライウイングドライバー
トライウイングドライバーは、フィリップス・スクリュー社が設計したトライウイングねじ専用のドライバーである。このドライバーは、先端にネジ頭の凹部に合う3つの羽根形状（イラスト参照）となっている。これは、ユーザーがシステムを勝手に開けたり、禁止されている場所に入らないようにしたりするため、一部のテレビゲームメーカーや航空宇宙産業に使われる。ドライバーのメーカーには、ドイツのWera, HAZETなどがある。

### スクエアドライバー（四角ドライバー）

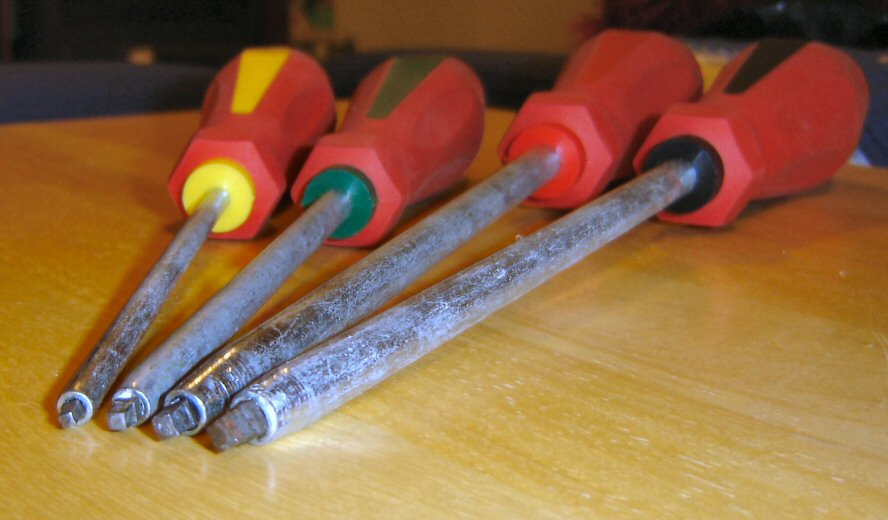
ロバートソンドライバー

ロバートソンドライバーともいう。スクエアドライバーは、ねじの先端の四角い凹み部に嵌まる四角い先端を備えている。四角いドライブねじ専用のねじ回しとして、1908年にカナダのピーター・ロバートソンによって開発された。ヘンリー・フォードは、四角いドライブねじをロバートソンがフォードに専有使用権を与えることを望んだほど好きであったが、ロバートソンが拒否したのでフォードはフィリップスねじを使用した。また、ロバートソンは他のねじ会社がこのロバートソンねじを生産することを拒否したので、利用は拡大しなかった。ネジを締めるときには、六角棒レンチより正方形はさらにずれが少ないという長所がある。ドライバーの四角い先端部はぴったりとネジに適合する。4つの異なる大きさのドライバーがあり、ハンドルは色分けされるか番号が付いている。ロバートソンねじ回しの不利な点は、加えられるトルクがフィリップスのようにカムアウトで制限されないということである。そのため、過度に締められる時ねじの先端は裂けることになる。四角またはロバートソンドライバーは、アメリカ合衆国では一般的に用いられていない。カナダでは、売られる木ねじの85パーセント以上はロバートソンのスタイルである。アメリカ合衆国で見られる四角いドライブねじの大部分は、木製キャビネットで見つかっている。

### ボックスドライバー

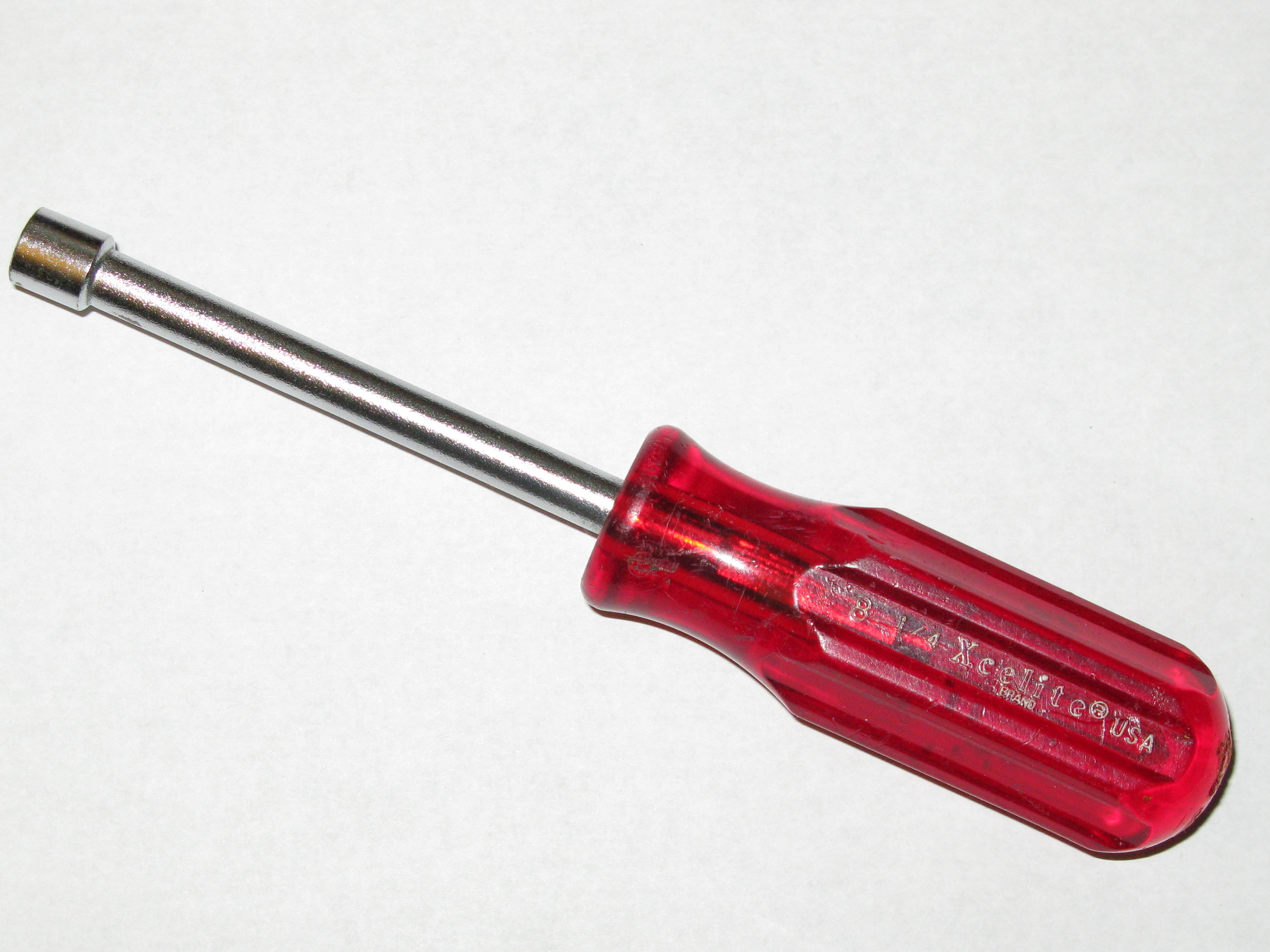
ボックスドライバー

ナットドライバーともいう。先端がソケット形状になっており、ボルトやナットを回すのに使われる。構造上、大きなトルクをかけることができないため、適用は小サイズのボルトやナットに限られるが、狭い所での使用や早回しには向いている。

### ドライバーハンドル
先端が差込角のオス（主に1/4インチ）になっており、ソケットレンチを接続して使用できる。後端に差込角のメスが設けられたものは、エクステンションバーとしても使用できる。

### コインドライバー
コイン（硬貨）を使って回すねじ用にドライバー先端をコイン状にしたもの。

## 機能面による分類

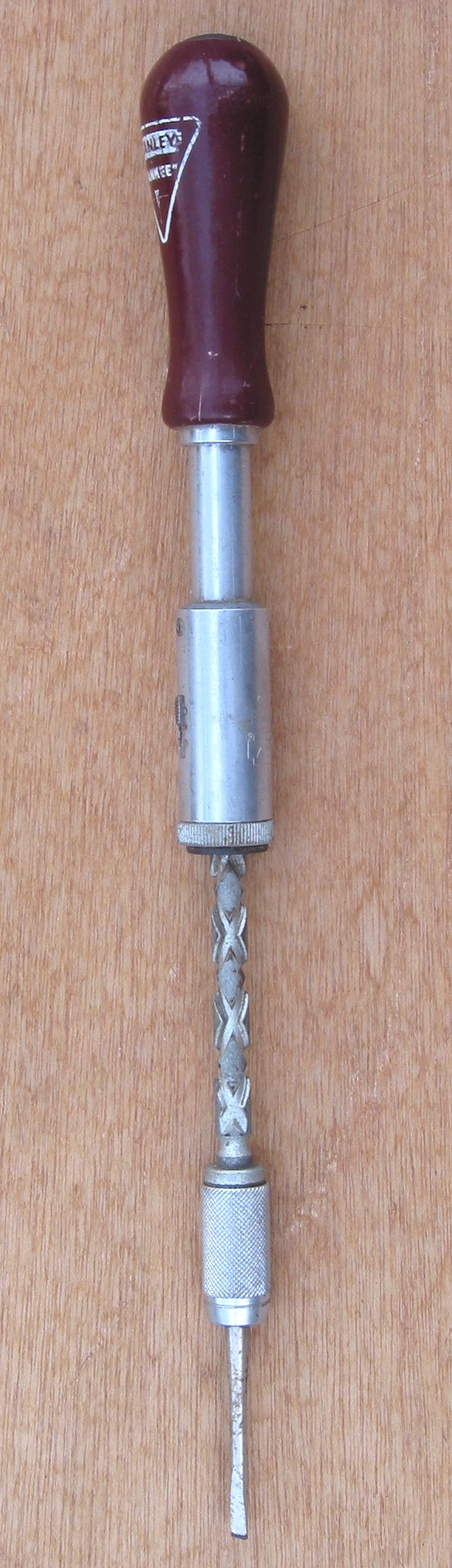
オートマチックドライバー

握り部（柄）
材質は木製・樹脂製・金属製がある。当初木製の柄から始まり、日本では1952年にベッセルが国産初の樹脂製柄ドライバー「ユーライト柄絶縁ドライバー」を商品化している。金属製柄はTONE等のステンレス製 (SUS) ドライバーで見受けられる。

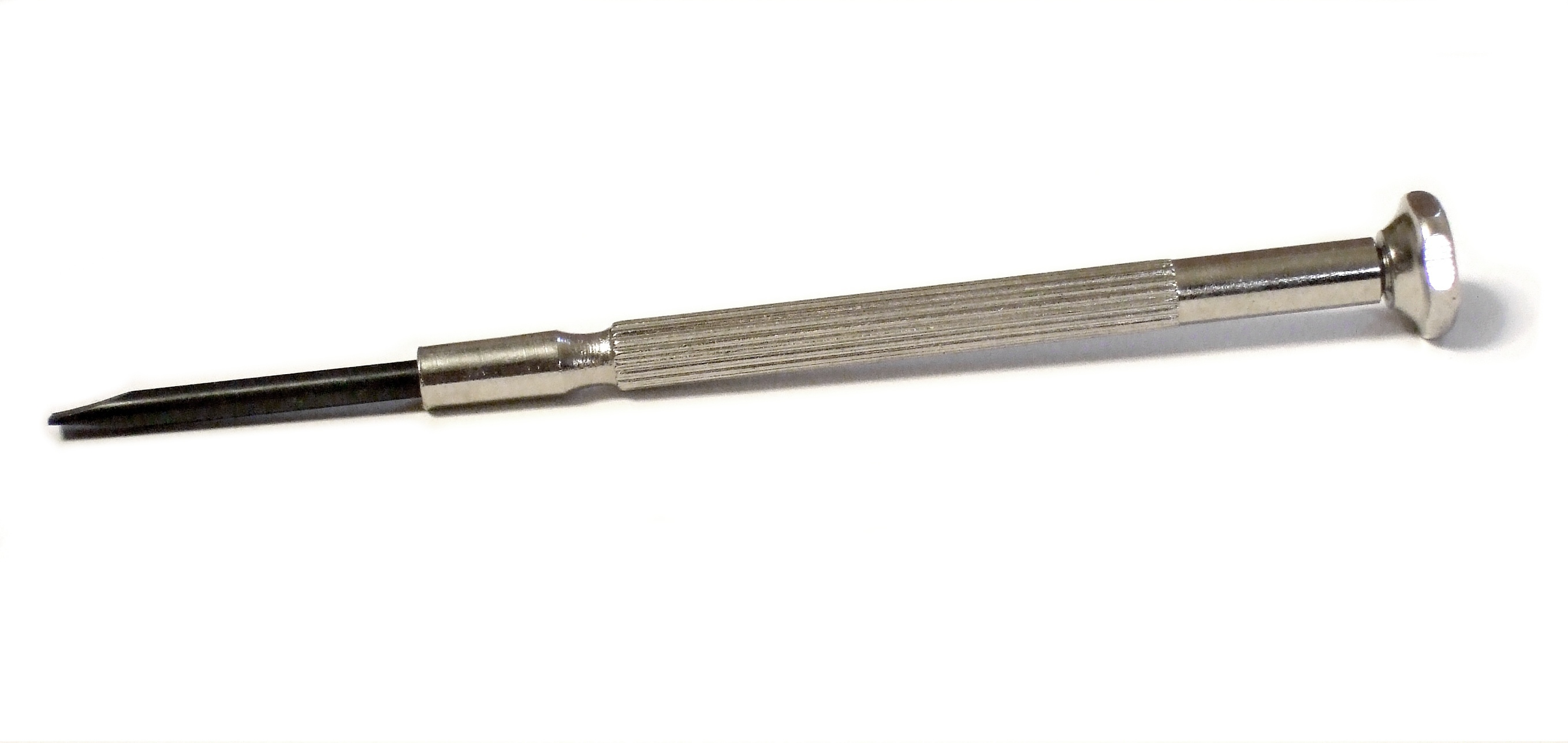
精密ドライバー

時計ドライバーともいい、腕時計やめがねなどに用いられる微小なねじを回すことに用いる。柄の端に空回りする円盤状の支えが設けられていて、手のひらで押すことでドライバーをねじに対して垂直に保つことが容易になっている。これにより指は「つかむ」「押す」という動作から開放され回す動作に専念でき、回転力を微妙に加減できる。人差し指でドライバー後端を押さえ、親指と中指で回す使い方もされる。刃先が非常に小さいため、力の掛け方を間違えると簡単に刃先が潰れてしまう点に注意したい。
ドライバービット
先端と軸のみで柄がついていないドライバー用の刃先 (bit)。専用のハンドルと組み合わせて使用する。インパクトドライバーや電動ドライバー、トルクドライバーなどは、通常ビット部分が交換可能になっている。Bitの差込形状は多種存在し、6.35mm六角サイズでボールくぼみ部まで9mm、13mmが多く用いられている。

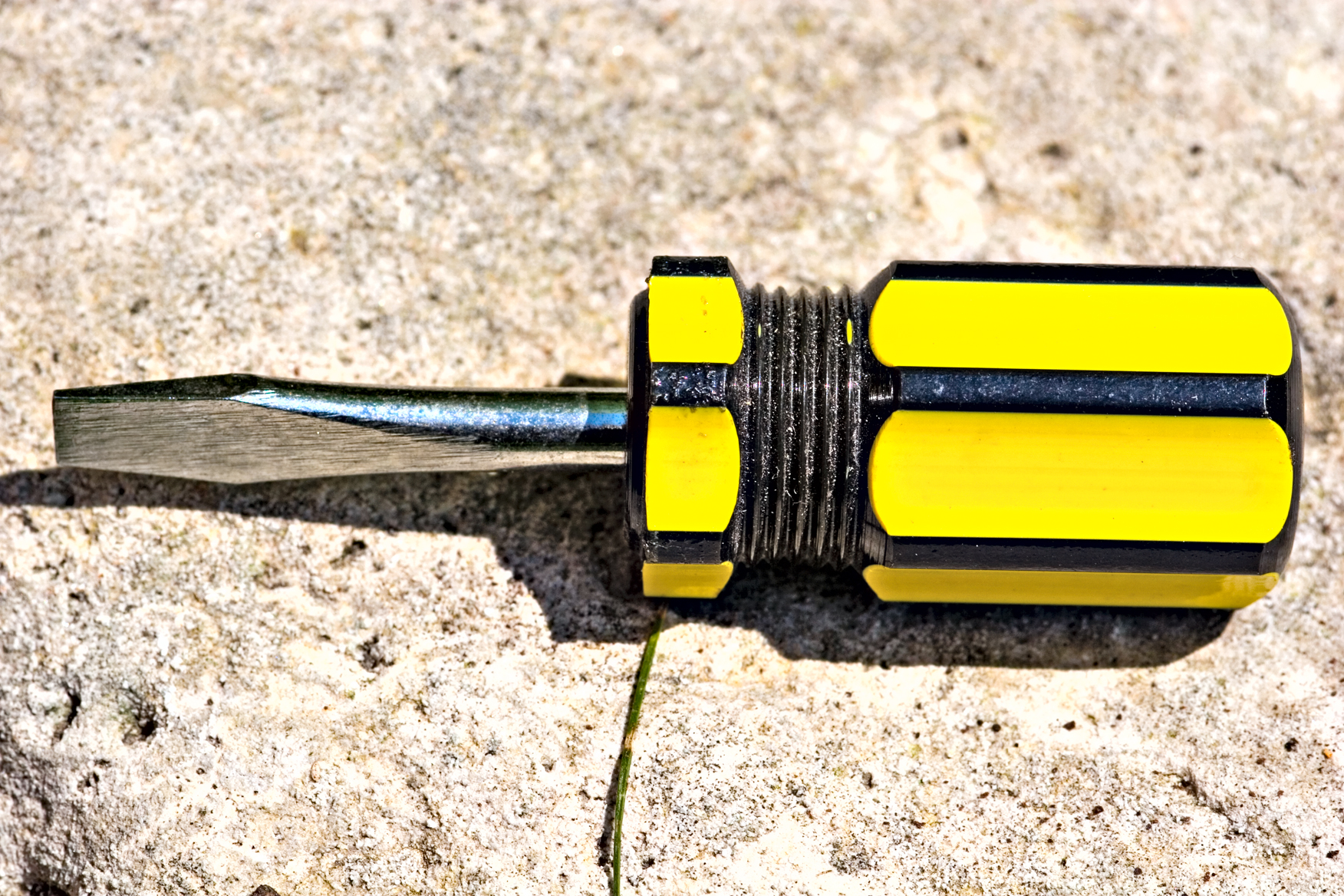
スタビードライバー
スタビー（）は英語で「切り株状の」、「短い」、「ずんぐりした」という意味の形容詞で、柄を含めた全長が短い。基本的に狭い所で使用する。短いが細いわけではないので、握れる環境がよければそれなりに大きなトルクで締めることも可能であるが、短いため早く回すことができず、長いビスを回したり数多くのビスを処理したりするような作業には向いていない。
フレキシブルドライバー
先端と柄の間が柔軟性のあるスパイラル構造になっている。狭くて手が入らないような所に使用する。構造上刃先に大きな力を加えることが出来ないため、比較的大きなトルクを必要とするような作業には向いていない。
電工ドライバー
電気工事（電工）用のドライバーで、基本的に感電対策として握り手部分を絶縁体（木材、プラスチック、ゴムなど）で覆い、刃先と人体を接触させないような構造となっているものが多い、また最近の物では刃先自体でのショート事故防止のため先端部ギリギリまでゴムチューブなどを被せた物もある。そのほか大きな力を掛けて締め付ける作業などがあるため、握り部を大きくして力を加えやすくしている物も多い。握りのみぞは電線をしごくのに使う。使用に関しての注意として、感電対策で基本的なドライバーとの構造上の違いにより持ち手の底と刃の部分が直接つながっていないため、普通のドライバーなどで見かけるハンマーで底を叩いてビスをかち込むといったことをすると、刃先が持ち手の底を突き破って砕けてしまうことがある点に注意が必要である。

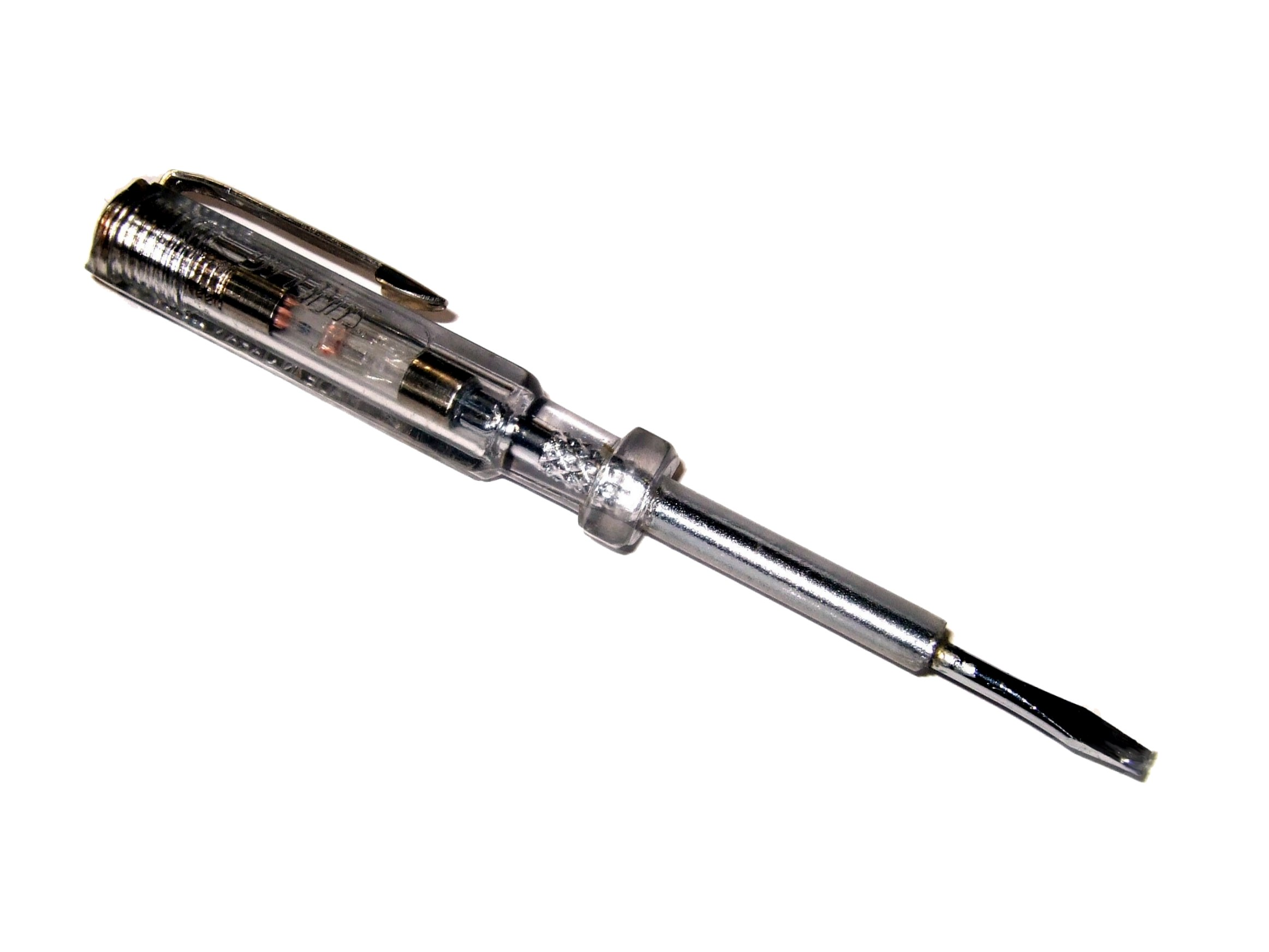
検電ドライバー
 柄の内部にネオンランプと抵抗器とを内蔵しており、握りは絶縁性がある半透明プラスチック製構造である。先端を電気配線に触れ、柄の後ろの金属部を手で触れると、人体を通じて流れた微少電流でランプが点灯して、配線が活電部であることが確認できる。ドライバーシャフトを直接手で触れると当然感電の危険がある。交流電気が来ているかを調べるときに使用する。300ボルトまでの低圧用と、1万5000ボルトくらいまでの高圧用がある。 電子検電器が普及するまで第一線で使われていた物だが、小さいとは言え人体に電流を流す危険性と年齢による人体の水分と油分などの分泌量の差などによりまともに使えないことがあるなど、動作に不安点が多数存在するため、現在では検電器として使っている人は少ないとされる。

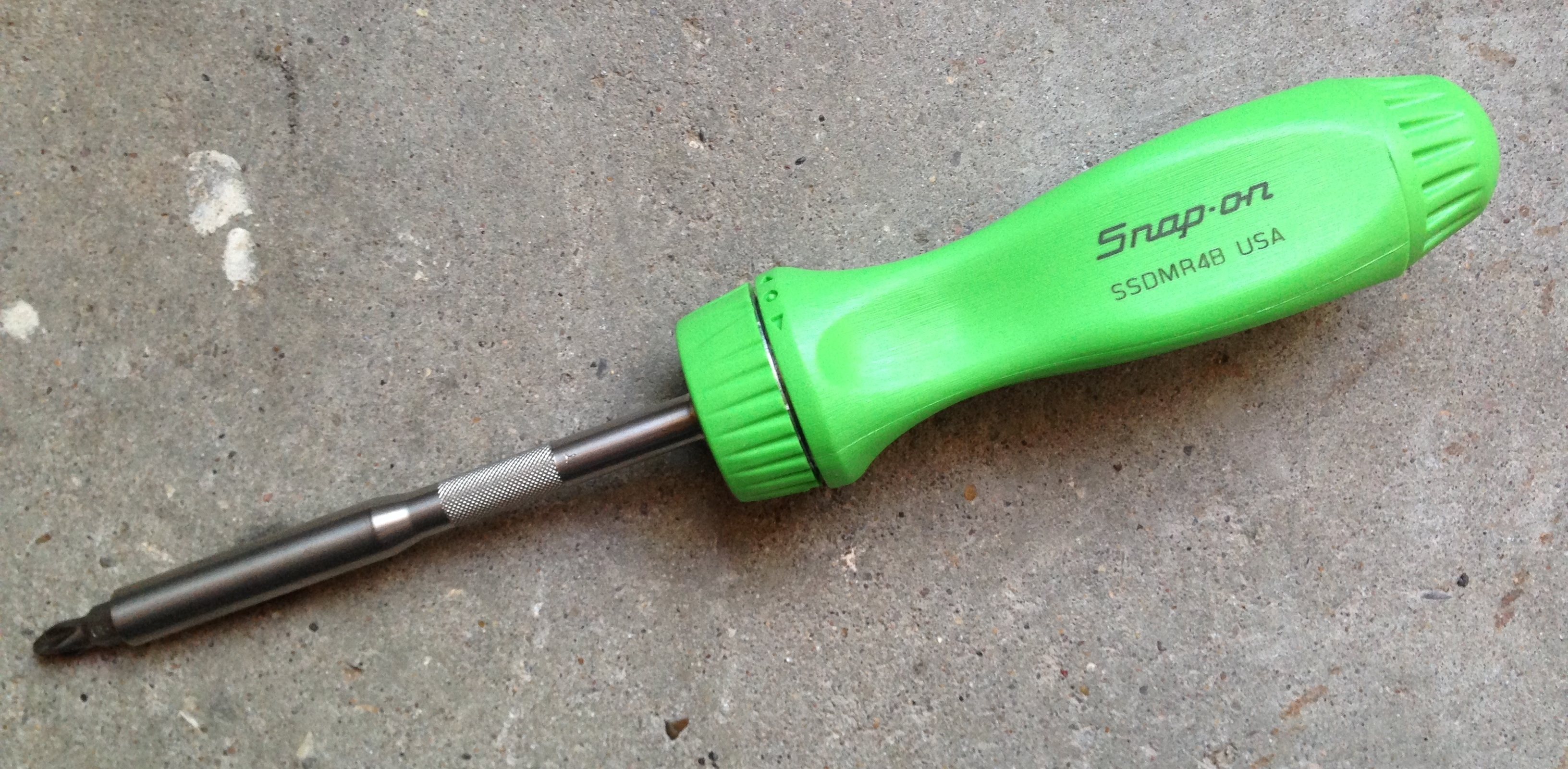
ラチェットドライバー
一方向のみに回転するようなラチェット機構を組み込んでいて、往復動作させるだけで回転できるようになっている。回転方向は切り替えられるものが多い。
オートマチックドライバー
本体シャフト部に左・右のリードの大きいねじを設け、それにはまるナットを握り部内に付けたタイプ。先端は、ビットの差し替えが出来るようになっている。握りをビス方向に押すと、シャフトと先端が左右方向に回転し、握りがバネで元に戻る時には空回りをするラチェット機構になっている。シャフトは、回転方向と固定の切り替えが出来る。
トルクドライバー
トルクドライバーは、適正なねじの締結トルク管理をすることが出来るように、設定以上のトルクを掛けると空回りするような構造になっている。
（先述の「先端の種類」で詳述された「トルクスドライバー」とは、名前が似ているだけの別物である。）
インパクトドライバー
回転方向へ衝撃を与えてねじを回す動力工具。動力として圧縮空気モーターまたは電動機が内蔵されていることが多い。
ショックドライバー
インパクトドライバーと用途は同じだが、手動で使用するもの。動力やハンマーも内蔵しないため使用には別途ハンマーが必要となる。回そうとするねじにドライバーの先端を当てて保持し、ドライバーの後端をハンマーで打撃して使う。インパクトドライバーに比して回転トルクの加減が困難なため締付けに用いることはまれであり、主に錆びなどで固着したねじを緩めるために使用される。打撃の衝撃荷重の大部分が先端の押し付けに作用し、一部が回転エネルギーに変換されてねじを回す。カムアウト等ドライバー先端が逃げてネジを破壊する事故が減ると同時にショックが固着したネジを回すきっかけになる。破壊寸前となったねじの緩め作業に最終手段として使用することが多い。
電動ドライバー
モーターにより回転するドライバー。コード式のものや、充電式のものがある。トルク管理機能を持ったものが多い。先端部分を交換することでさまざまなサイズのねじに対応し、ドリルにもなる。インパクトドライバーにも電動の物が存在するが一般的には電動ドライバーだけで言う場合はインパクト機能を持った物の事ではない。

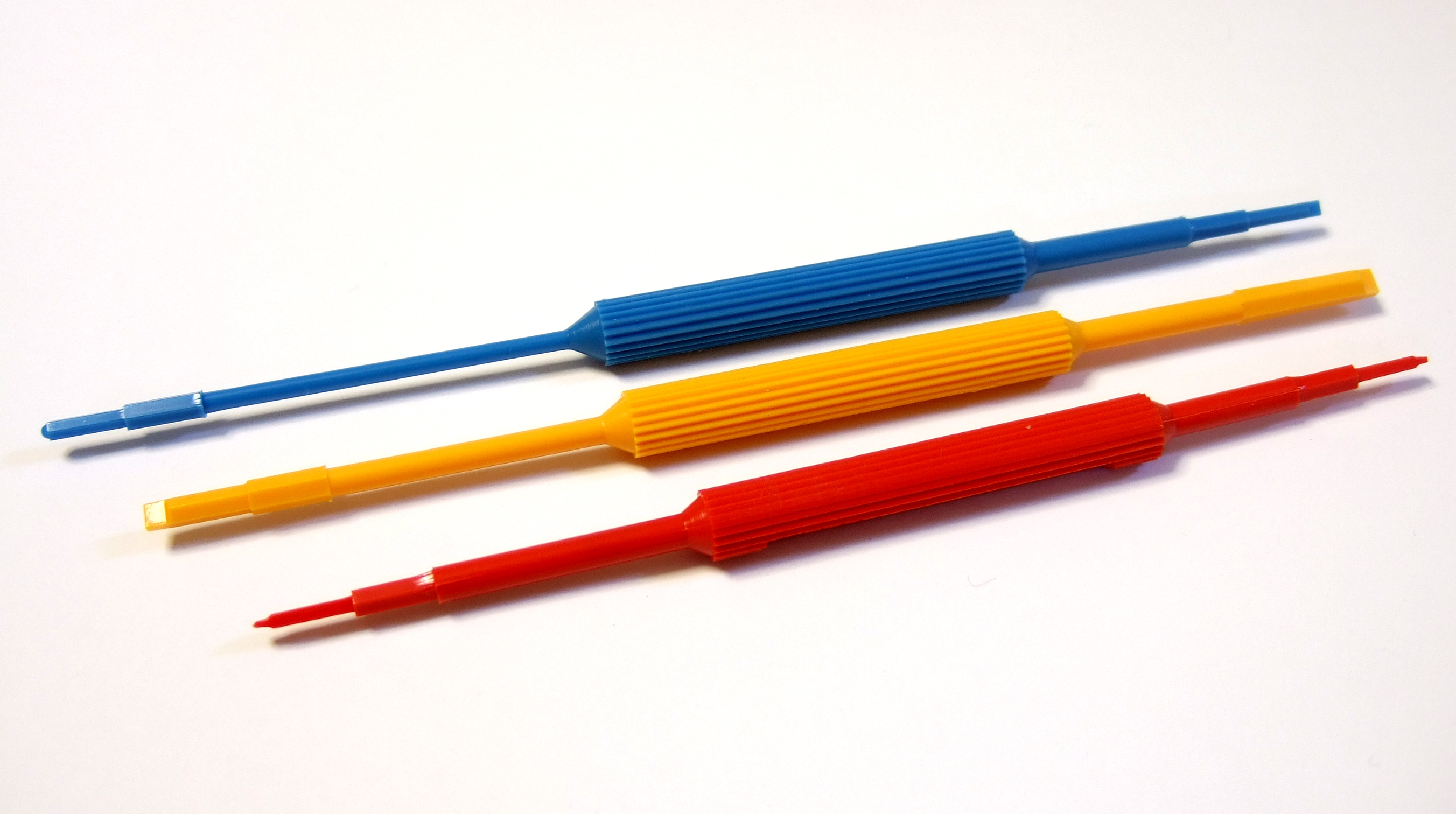
コアドライバー
 無線機器の発振コイルや中間周波トランスに使われている調整用フェライトコアを回すためのドライバー。高周波磁界に影響を与えないように、磁性を持たない材料（プラスチック、セラミックスなど）から作られている。
貫通ドライバー
ハンマーなどで叩けるように軸が柄を貫通して後端に露出しているドライバー全般を指す。柄頭を叩く使い方ができるが、ショックドライバーのようにトルクをかけることはできない。絶縁加工されているものを除き感電事故の発生を防ぐため、電気工事には用いてはならない。
キャッチドライバー
ドライバーの先端部にねじを保持するための2本のツメが備えられ根元のノブで開閉を操作してビスが先端部から落ちないように保持するタイプのドライバー。奥まった位置でもビスを落とすことなく取り付けることができる。

## 主なメーカー
- 株式会社エンジニア
- ベッセル (工具メーカー)
- アネックスツール
- 新亀製作所
- TONE (トネ)
- PB SWISS TOOLS
- ヴェラツールズ